# Нахера, Франсиско
А́льваро Франси́ско На́хера Хиль (исп. Álvaro Francisco Nájera Gil; род. 25 июля 1983 года, Богота) — колумбийский футболист, игравший на позиции защитника, выступал за сборную Колумбии.

## Биография
Нахера — воспитанник клуба «Санта-Фе». В 2001 году он дебютировал в Кубке Мустанга. В 2006 году Франсиско перешёл в мексиканский «Керетаро», но спустя год вернулся в «Санта-Фе», где отыграл ещё два сезона. В 2009 году Нахера перешёл в чилийский «Унион Эспаньола». 14 сентября в матче против Коло-Коло он дебютировал в чемпионате Чили. 24 октября в поединке против «Универсидад де Консепсьон» Нахера забил свой первый гол за «Унион Эспаньола». В начале 2011 года Франсиско перешёл в парагвайскую «Олимпию». 30 января в матче против «Насьоналя» он дебютировал в парагвайской Примере. 13 марта в поединке против «Рубио Нью» Нахера забил свой первый гол за «Олимпию». В том же году он стал чемпионом Парагвая.
Летом 2012 года Нахера вернулся на родину заключив контракт с «Атлетико Насьональ». В составе нового клуба он четыре раза выиграл чемпионат, а также дважды завоевал Кубок Колумбии и стал победителем Суперлиги. В 2016 году Нахера стал обладателем Кубка Либертадорес в составе «Атлетико Насьональ».
Летом 2017 года Франсиско перешёл в «Ла Экидад». 10 июля в матче против «Атлетико Хуниор» он дебютировал за новый клуб. 20 июля в поединке против «Хагуарес де Кордоба» Нахера забил свой первый гол за «Ла Экидад». По окончании сезона 2018 завершил карьеру футболиста.
30 мая 2006 года в товарищеском матче против сборной Польши Нахера дебютировал за сборную Колумбии.
С ноября 2018 по март 2022 года работал спортивным директором «Атлетико Насьоналя».

## Достижения
- Чемпион Парагвая (1): Клаусура 2011
- Чемпион Колумбии (4): Аперутра 2013, Финалисасьон 2013, Аперутра 2014, Финалисасьон 2015
- Обладатель Кубка Колумбии (3): 2012, 2013, 2016
- Победитель Суперлиги Колумбии (2): 2012, 2016
- Обладатель Кубка Либертадорес (1): 2016